# Керована по дротах ракета

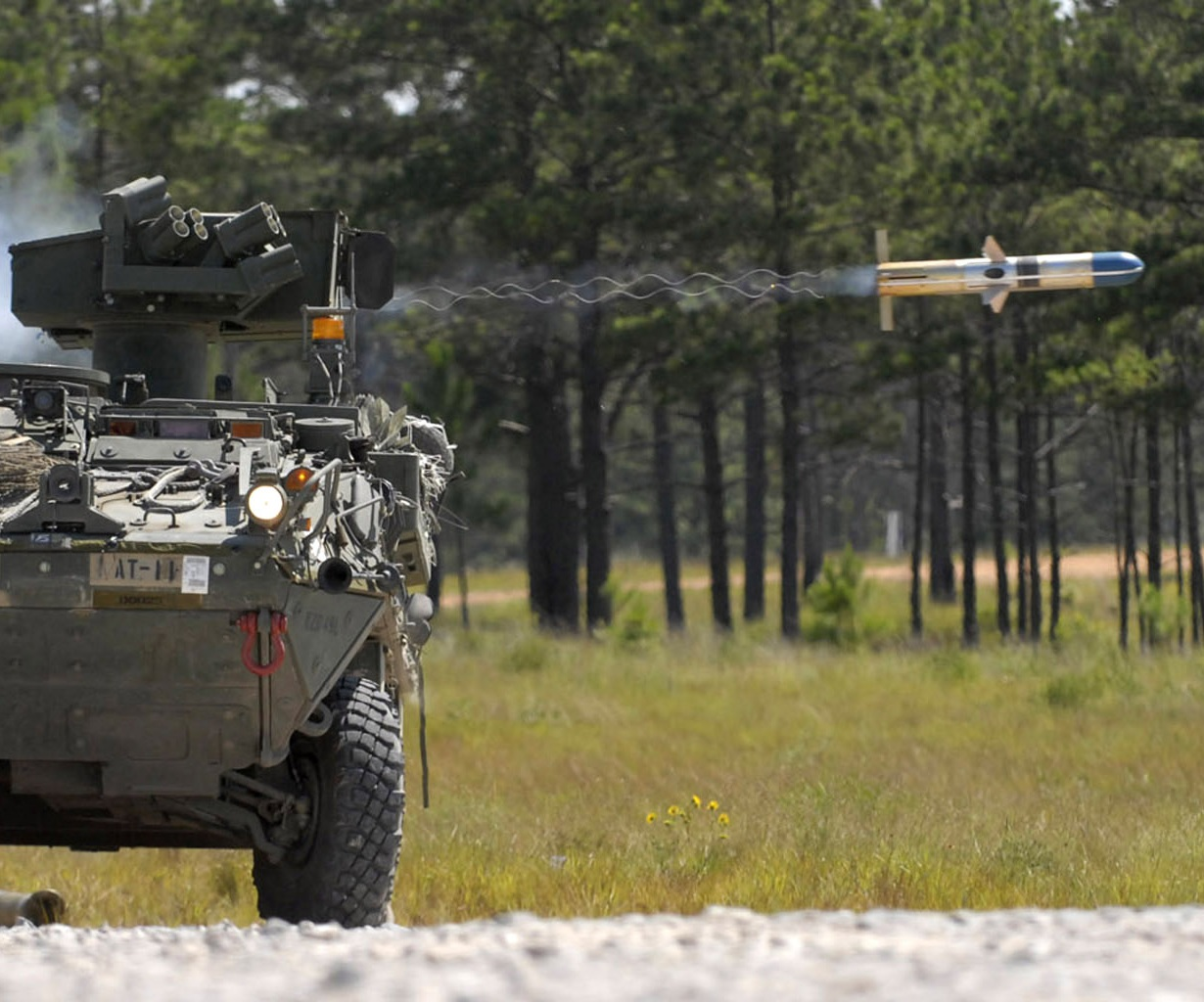
Постріл ракетою TOW з M1134 ATGM.

Ракета керована по дротах — це ракета, рух якої керується завдяки сигналам, які передаються по тонким дротам, які поєднують ракету та механізм наведення, що розташований поряд з пусковою установкою. Під час польоту ракети дроти розмотуються за нею. Частіше за все така система використовується у протитанкових ракетах, там де обмежена видимість, а довжина дроту не має серйозних проблем.

## Історія
Перше електричне керування по дротах було застосовано німцями під час Другої Світової війни. Більшість німецьких ракетних проєктів використовували радіокерування, але коли британці змогли заглушати сигнали у 1944 році з'явилися альтернативні проєкти. Перша модифікована система була встановлена на протикорабельну ракету Henschel Hs 293B. Іншими прикладами є протиповітряна ракета X-4 та протитанкова ракета X-7, версія ракети X-4.
Ракетою X-7 після війни зацікавилися військові. На початку 1950-х років було розроблено декілька експериментальних систем, які привели до великої кількості розробок наприкінці 1950-х та початку 1960-х. Велика кількість ізраїльських танків було зруйновано за допомогою керованої по дротах ракети ПТРК «Малютка» під час війни Судного Дня у 1973. Керування по дротах залишилося головним для більшості малої зброї, хоча нові системи за допомогою лазерного променю почали використовуватися у протиповітряних та протитанкових системах (наприклад американські ракети Hellfire та російські ПТРК «Корнет»).
Втім, попри появу нових способів керування, нові ракети з дротовим керуванням з'являються. Наприклад, ізраїльська ПТКР Spike ER має оптоволоконний дріт і може уражати цілі на відстані до 10 кілометрів.
Деякі торпеди також мають керування по дротах, наприклад американські Mk 48 Advanced Capability (ADCAP) або шведські Torped 613, які керуються по ізольованих дротах.
2024 року стало відомо про випадок застосування росіянами ударного FPV-дрона з дротовим керуванням: для цього до безпілотника було підвішено котушку з 10-км оптоволоконним дротом. Про масовість застосування невідомо, але така конструкція робить дрон невразливим для засобів радіоелектронної боротьби.

### Хронологія
Хронологія розвитку ракет з керуванням по дротах.
- 1945 у Німеччині створено ракету X-4.
- 1955 Французька армія приймає на озброєння SS.10.
- 1956 Британська армія приймає на озброєння Vickers Vigilant, французька — SS.11.
- 1957 Французька армія приймає на озброєння ENTAC, армія ФРН — Cobra.
- 1958 Британська армія приймає на озброєння розроблену спільно з Австралією ракету Malkara missile.
- 1960 СРСР приймає на озброєння рос. 3M6 «Шмель».
- 1960 у Великій Британії створено ракету Swingfire.
- 1963 у Радянському Союзі прийнято на озброєння 9M14 Малютка.
- 1970 армія США приймає на озброєння BGM-71 TOW.
- 1970 у Радянському Союзі прийнято на озброєння 9К111 Фагот
- 1972 Французька армія приймає на озброєння MILAN.